# Bothynus ascanius
Bothynus ascanius är en skalbaggsart som beskrevs av Kirby 1818. Bothynus ascanius ingår i släktet Bothynus och familjen Dynastidae. Inga underarter finns listade.